# Chloorfacinon
Chloorfacinon (ISO-naam) is een rodenticide uit de groep van 1,3-indaandionderivaten. Andere indaandionderivaten zijn pindon en difacinon. Het zijn antistollingsmiddelen die de synthese van stollingsfactoren verhinderen en de bloedstolling vertragen. Na verloop van tijd treden allerlei inwendige bloedingen op. Eén enkele dosis van een lokmiddel met 50 mg/kg chloorfacinon is al dodelijk voor de bruine rat (Rattus norvegicus) na vijf dagen.
Chloorfacinon wordt gebruikt tegen ratten, muizen, mollen e.d. in de vorm van lokmiddel of traceerpoeder. Traceerpoeder wordt gestrooid op plaatsen waar de dieren dikwijls langskomen. Het blijft dan in hun pels en aan hun poten kleven en ze zullen het innemen tijdens hun schoonmaakroutine.

## Eigenschappen
Chloorfacinon is zeer giftig voor kleine zoogdieren; meer dan warfarine. Blootstelling gebeurt door inslikken, via de huid of door inademing van stof. Omwille van de kleine concentratie van chloorfacinon wordt er voor de mens geen toxisch effect verwacht bij het accidenteel innemen van een weinig lokmiddel; menselijke vrijwilligers hebben een dosis van 20 milligram van de stof zonder nadelige effecten getolereerd.

## Regelgeving
De Europese Commissie heeft in 2009 beslist om chloorfacinon op te nemen in de lijst van toegelaten biociden. Aan de toelating zijn een aantal algemene voorwaarden verbonden; zo moeten producten met chloorfacinon een kleurstof en een bitterstof (bv. Bitrex) bevatten, en lokmiddelen moeten in veilige, niet te openen lokdozen gebruikt worden. De maximale concentratie van chloorfacinon in gebruiksklare producten is 50 milligram per kilogram (0,005%). Traceerpoeder mag een hogere concentratie hebben; maar dat mag enkel door getrainde professionele gebruikers toegepast worden.